# Jerzy Rosner
Jerzy Rosner (George Rosner) (ur. 12 stycznia 1909 w Krakowie, zm. 15 sierpnia 2002 w Phoenix) – polski kompozytor, akompaniator. 
Był bratem Leo Rosnera i Henryka Rosnera. Jego żoną była Laura, córką Melanie Levin, miał synów - Ronalda Rosnera i Glenna Rosnera. W 1945 r. stworzył ze swym bratem Henrykiem duet instrumentalny, który działał przez blisko 15 lat w renomowanych hotelach: Waldorff Astoria, Hotel Delmonico, Park Avenue Hotel Sulgrave, Perrino's Restaurant (Nowy Jork i Los Angeles). W 1955 r. skomponował muzykę do filmu The Americano z Glennem Fordem w roli głównej. W 1942 skomponował muzykę do filmu „On an island with you”. W 1942 roku skomponował fokstrota (wraz z Xavierem Cugatem) „Nightingale” ze słowami Freda Wise'a (Nightingale, As I lie on my pillow, I can hear you in the willow, Singing love songs to the moon.)  Napisał muzykę (razem z bratem Leo Rosnerem, jednym z ocalonych przez Oskara Schindlera) do filmu „Schindler, the real story”. W 1962 r. zamieszkał w Phoenix w Arizonie. Nagrał wiele płyt dla wytwórni „Plush”.  Był członkiem zrzeszenia autorów amerykańskich ASCAP.